# Maattaoaivi
Maattaoaivi är ett berg i Finland.   Det ligger i den ekonomiska regionen  Fjäll-Lappland  och landskapet Lappland, i den norra delen av landet, 900 km norr om huvudstaden Helsingfors. Toppen på Maattaoaivi är 582 meter över havet, eller 98 meter över den omgivande terrängen. Bredden vid basen är 2,3 km.
Terrängen runt Maattaoaivi är huvudsakligen platt.  Trakten runt Maattaoaivi är nära nog obefolkad, med mindre än två invånare per kvadratkilometer. Det finns inga samhällen i närheten. Omgivningarna runt Maattaoaivi är i huvudsak ett öppet busklandskap.